# جون هاينز (صحفي)
جون هاينز (بالإنجليزية: John Haynes)‏ هو صحفي أسترالي، ولد في 26 أبريل 1850 في سينغيلتون في أستراليا، وتوفي في 15 أغسطس 1917 في North Sydney ‏ في أستراليا.